# Luís Caetano Pereira Guimarães Júnior
Luís Caetano Pereira Guimarães Júnior (Rio de Janeiro, 17 février 1845 — Lisbonne, 20 mai 1898) était un diplomate, poète, romancier et dramaturge brésilien du XIXe siècle. 

## Biographie
Luís Caetano Pereira Guimarães Júnior obtient une 2e licence à la faculté de droit de Recife (en) en 1869, dans la même promotion que l'écrivain Araripe Júnior. Ses œuvres évoluent du romantisme au parnasianisme. 
Comme diplomate, il vécut à Santiago du Chili, Rome et Lisbonne, où il s'établit et rencontra des intellectuels comme Eça de Queirós, Ramalho Ortigão, Guerra Junqueiro ou Fialho de Almeida. Il fut membre fondateur de l'Académie brésilienne des lettres.
En 1871, Guimarães Júnior publie une petite biographie très romancée sur l'artiste Pedro Américo, alors à la mode, qui connaît une large diffusion.

## Œuvres
- Lírio branco, roman (1862)
- Uma cena contemporânea, théâtre (1862)
- Corimbos, poesia (1866)
- A família agulha, roman (1870)
- Noturnos, poésie(1872)
- Filigranas, fiction (1872)
- Sonetos e rimas, poésie (1880)
- As quedas fatais, théâtre
- André Vidal, théâtre
- As jóias indiscretas, théâtre
- Um pequeno demônio, théâtre
- O caminho mais curto, théâtre
- Os amores que passam, théâtre
- Valentina, théâtre
- A alma do outro mundo, théâtre (1913)